# Juribei-Brücke
Die Juribei-Brücke ist eine Eisenbahnbrücke über die die Talaue des Flusses Juribei in Russland. Sie befindet sich in der Bahnstrecke Obskaja–Karskaja auf der Halbinsel Jamal im nordwestlichen Sibirien.
Sie ist mit einer Länge von 3893 Meter die längste Brücke nördlich des Polarkreises und die längste Eisenbahnbrücke Russlands.

## Bau
Ende 2007 wurde mit der Errichtung begonnen. Dafür wurde eine neue Technologie, eine Gefriermethode, erstmals angewendet, die vermeidet, dass der Permafrostboden sich während der Arbeiten so weit erwärmt, dass er taut und damit instabil wird. Am 24. September 2009 wurde der Betrieb über die Brücke feierlich eröffnet.

## Technische Parameter
Die Brücke umfasst in den Vorlandbrücken 107 Brückenfelder von je 34,2 Metern Länge und für die eigentliche Flussquerung zwei Hauptöffnungen aus Fachwerkträgern von je 110 Metern Spannweite. Diese Brückenabschnitte lagern auf 110 Pfeilern, die aufgrund des Perma-Frostes und der hydrologischen Bedingungen 30 bis 60 Meter tief in den Boden gerammt werden mussten. Die Konstruktion wiegt 30.000 Tonnen.